# Pteris pulchra
Pteris pulchra là một loài thực vật có mạch trong họ Pteridaceae. Loài này được Schltdl. & Cham. miêu tả khoa học đầu tiên năm 1830.